# PC-6000 시리즈
NEC PC-6000 시리즈는 닛폰 전기가 1981년 11월부터 생산한 8비트 가정용 컴퓨터 제품군이다. 이 시리즈에는 PC-6001, PC-6001 MK2 및 PC-6001 MK2 SR과 같은 여러 모델이 있다. NEC TREK 또는 NEC PC-6001A라는 미국 버전도 있다.
3개의 카트리지 잭이 있는 확장기(카트리지 기반 게임 중 일부는 2개의 카트리지를 사용함), 카세트 테이프 레코더, 5.25인치 플로피 디스크 드라이브, 프린터 및 터치패드를 포함하여 북미 시스템에서 여러 주변 장치를 사용할 수 있었다.
이후 후속 기종으로 PC-6600 시리즈가 출시됐다.